# Segars

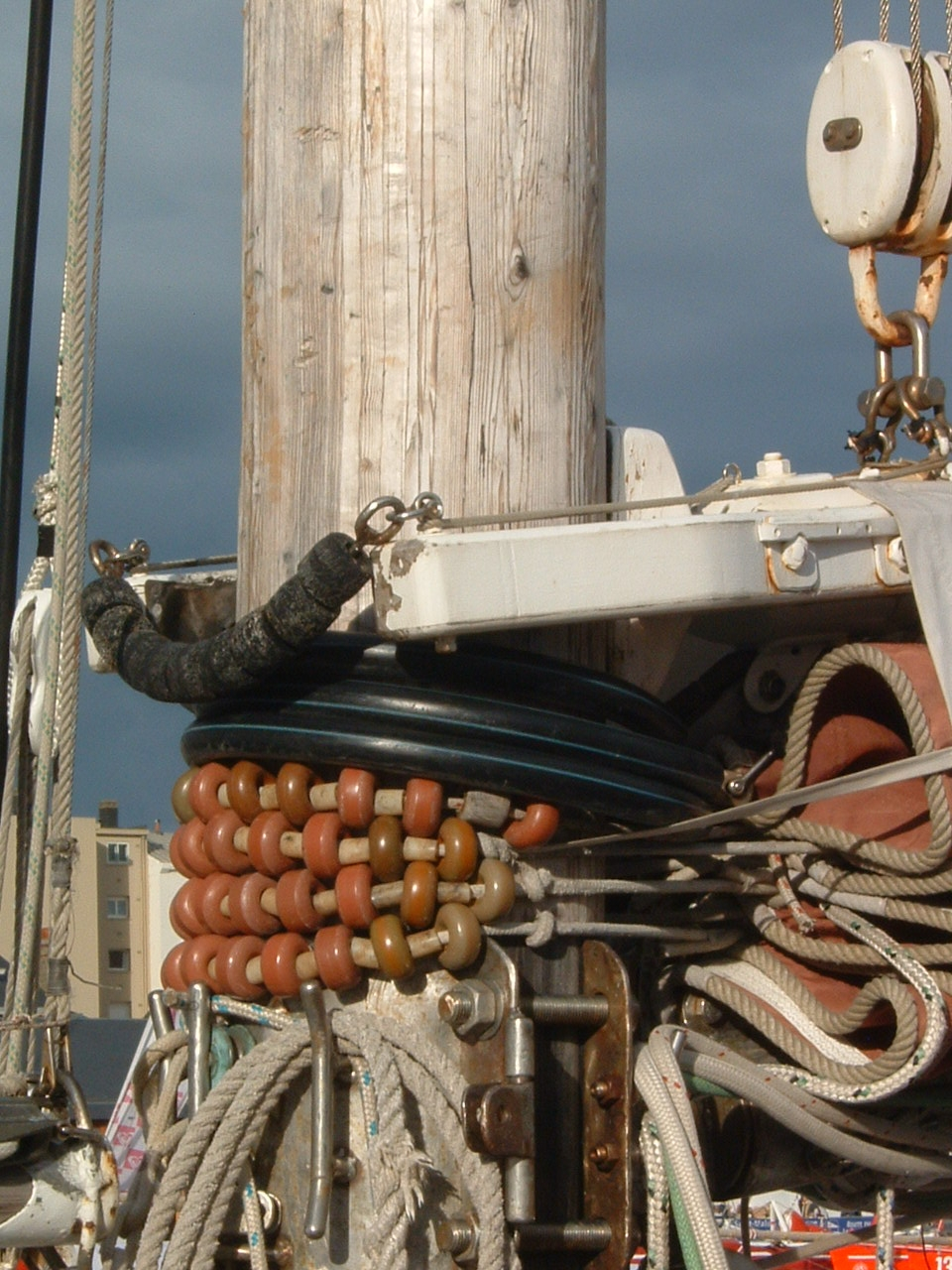
Segarsy

Segars to najczęściej pierścień lub lina z kuleczkami, opasająca maszt, do której przymocowany jest żagiel, aby mógł swobodnie przesuwać się po maszcie podczas stawiania lub zrzucania.